# Починок (Сидоровское муниципальное образование)
Починок — упразднённая деревня в Грязовецком районе Вологодской области.
Входит в состав Сидоровского муниципального образования (с 1 января 2006 года по 9 апреля 2009 года входила в Лежское муниципальное образование), с точки зрения административно-территориального деления — в Анохинский сельсовет.
Расстояние до районного центра Грязовца по автодороге — 52 км, до центра муниципального образования Сидорово по прямой — 20 км. Ближайший населённый пункт — Никола.
По данным переписи в 2002 году постоянного населения не было.
В июле 2020 года упразднена.